# Стойко Кючуков
Стойко Георгиев Кючуков или Кючука е български революционер, деец на Вътрешната македоно-одринска революционна организация.

## Биография
Кючуков е роден в 1855 година в Ковчаз, Лозенградско, в Османската империя, днес Турция. Избран е за председател на селския революционен комитет в края на 1901 година. Назначен е за войвода на смъртната дружина в родното си село в началото на 1903 година. Кючуков присъства на конгреса на Петрова нива. През Илинденско-Преображенското въстание е четник при Янко Стоянов и взема участие в нападението на Дерекьой.